# Macrosiphum calendulae
Macrosiphum calendulae är en insektsart. Macrosiphum calendulae ingår i släktet Macrosiphum och familjen långrörsbladlöss. Inga underarter finns listade i Catalogue of Life.